# The For Carnation
The For Carnation is een post-rock groep, afkomstig uit Louisville in de Verenigde Staten. 

## Biografie
De groep werd gevormd in 1994 door Brian McMahan, David Pajo en Britt Walford (alle drie van Slint). Walford trok zich echter snel terug. Pajo, die bij Tortoise speelde, trommelde toen de bassist en drummer van Tortoise op. Toen Tortoise succesvol werd konden deze echter geen tijd meer steken in The For Carnation, wat resulteerde in een onafgebroken afwisseling van bandleden. Brian McMahan is de enige die bij alle nummers betrokken is.
Qua sound is The For Carnation een stuk zachter dan Slint, wat een criticus aanleiding gaf tot de uitspraak dat "Brian McMahan binnen enkele jaren albums zal uitgeven die bestaan uit louter stilte". 
De groep heeft twee albums, één compilatie en één ep. Ze zitten bij het muzieklabel Matador.
Vanaf 2000 is het windstil rond de groep. Hoewel er officieel geen einde aangekondigd is, is het zeer twijfelachtig of er ooit nog nieuw materiaal komt, vooral nu Brian McMahan druk bezig is met de reünie van Slint. 

## Bezetting

### Vaste leden
- Brian McMahan - gitaar, zang

### Fight Songs
- David Pajo - gitaar
- Doug McCombs - basgitaar
- John Herdon - drum

### Marshmallows
- Michael McMahan (broer van Brian) - gitaar
- Doug McCombs - basgitaar
- John Herdon - drum
- John Weiss - drum
- Tim Ruth - gitaar

### The For Carnation
- Steve Goodfriend - drum
- Bobb Bruno - gitaar
- Rafe Mandel - synthesizer
- John McEntire - drum

### Anderen
- Tim Furnish
- Todd Cook
- Kip McCabe
- Britt Walford

## Discografie

### Albums
- Marshmallows (1996)
- The For Carnation (2000)

### Ep's
- Fight Songs (1995)

### Compilatie
- Promised Works (1997)